# Moj je otac bio u ratu
"Moj je otac bio u ratu" je singl ploča hrvatske rock grupe Prljavo kazalište, objavljena 1979. godine u izdanju Suzyja. Sadrži dvije pjesme, od kojih naslovnu pjesmu potpisuju Zoran Cvetković i Jasenko Houra, dok pjesmu «Noć» potpisuje Houra, koji je pjesmu i otpjevao, tj. odrecitirao. Producent ploče je Ivan Piko Stančić, a omotnicu je dizajnirao ugledni hrvatski grafičar Mirko Ilić. Ova singl ploča objavljena je neposredno prije objavljivanja albuma Prljavo kazalište (1979.).

## Sadržaj ploče

### Strana A
- Moj je otac bio u ratu

### Strana B
- Noć

Pjesma «Moj je otac bio u ratu» nije objavljena na prvom albumu grupe, ali je uvrštena na kultnu kompilaciju Novi Punk Val 78-80 (ZKP RTVLJ, 1981.). No, i pored toga, pala je u zaborav. Ponovno je objavljena te 2001. godine na kompilaciji Sve je lako kad si mlad '77-'99 (na prvom od četiri CD-a). Pjesma «Noć» uvrštena je i na prvi album grupe.
Grupu je nakon snimanja ovog singla napustio gitarist Zoran Cvetković, te je ovo posljednji studijski uradak koji je Prljavo kazalište objavilo u svojoj početnoj postavi.